# کییا ناکامی
کییا ناکامی (انگلیسی: Keiya Nakami؛ زادهٔ ۲۳ سپتامبر ۱۹۹۱) بازیکن فوتبال اهل ژاپن است.
از باشگاه‌هایی که در آن بازی کرده‌است می‌توان به باشگاه فوتبال ساگان توسو اشاره کرد.